# ランカスター・ゲート駅
ランカスター・ゲート駅（ランカスター・ゲートえき、英語: Lancaster Gate tube station）はケンジントン・ガーデンズの北、ランカスター・ゲート近くのベイズウォーター・ロード（ウエストミンスター）にあるロンドン地下鉄セントラル線の駅である。クイーンズウェイ駅とマーブル・アーチ駅の間に位置し、トラベルカード・ゾーン1に含まれる。

## 歴史
ランカスター・ゲート駅は1900年7月30日にセントラル・ロンドン鉄道の駅として開業した。セントラル・ロンドン鉄道の他の駅と同様、ハリー・ベル・メジャーズ設計による駅舎を備えていたが、再開発の一環として1968年に解体されている。新しい駅舎はトーマス・ベネット・アンド・サンによって設計され、事務所用に設計された部分は後にホテルに転用された。テルの低層階は2004年から2005年にかけてエリック・パリ―設計による白い石を用いた外装に改修された。ホテルは駅のファサードを含む外装の変更を認可されたが、駅部分は改修されないままとなっている。

### 改築
当駅のエレベーターの慢性的な故障、駅周辺にホテルが多数建設されたことによる特に週末の混雑をロンドン交通局が問題視、2006年7月3日から2006年11月13日までエレベーターと駅全体を改築するため駅が閉鎖された。

## 駅の位置
駅名は「ランカスター・ゲート」だが、当駅はハイド・パーク及びケンジントン・ガーデンズのマールボロ・ゲートに近く、当駅入口からマールボロ・ゲートまでは300メートルほどである。
パディントン駅は当駅徒歩圏にありロンドン地下鉄路線図には示されていないものの、セントラル線と本線鉄道の乗り換えに利用され、駅出口で流される自動放送でも乗り換え可能であることが案内されている。ロンドン交通局が2011年に発表したレポートではパディントンからセントラル線各駅に向かう際にランカスター・ゲート駅を案内しなかったことによる問題がまとめられている。

## バス路線
ロンドンバス46、274、94、148、390と深夜バスN207が当駅を経由する。

## ギャラリー

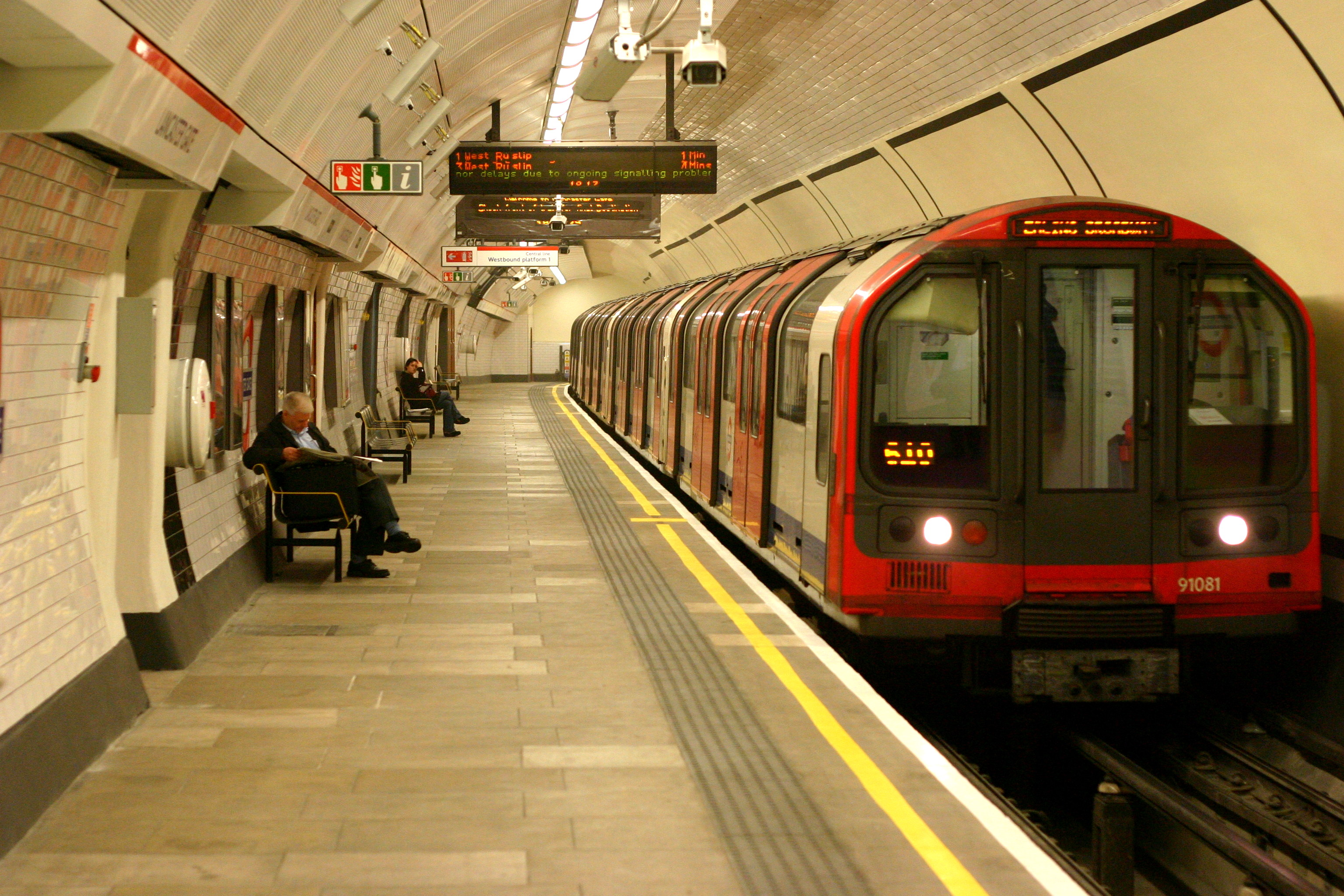
西行で運用される1992形電車
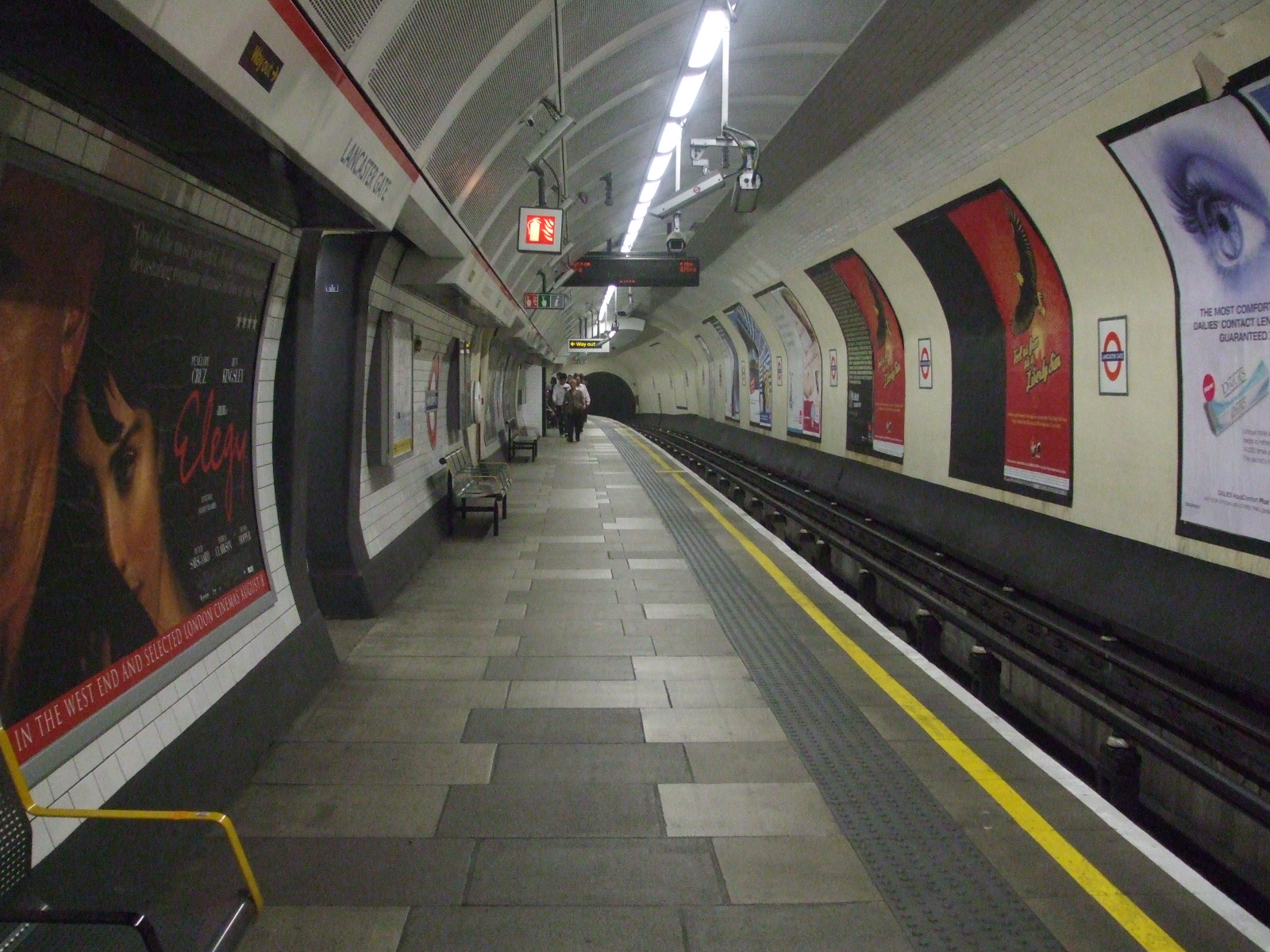
東行ホーム
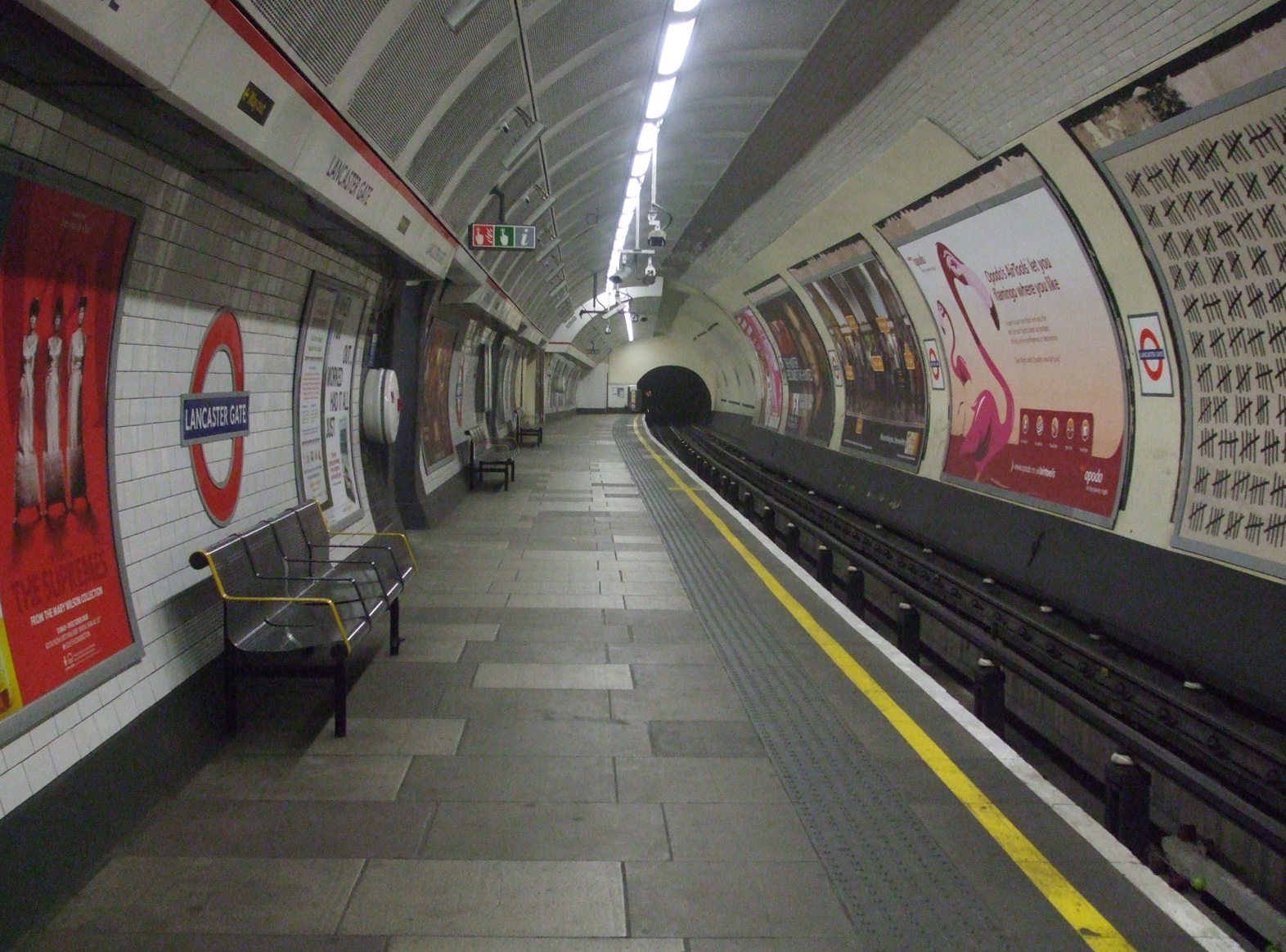
西行ホーム
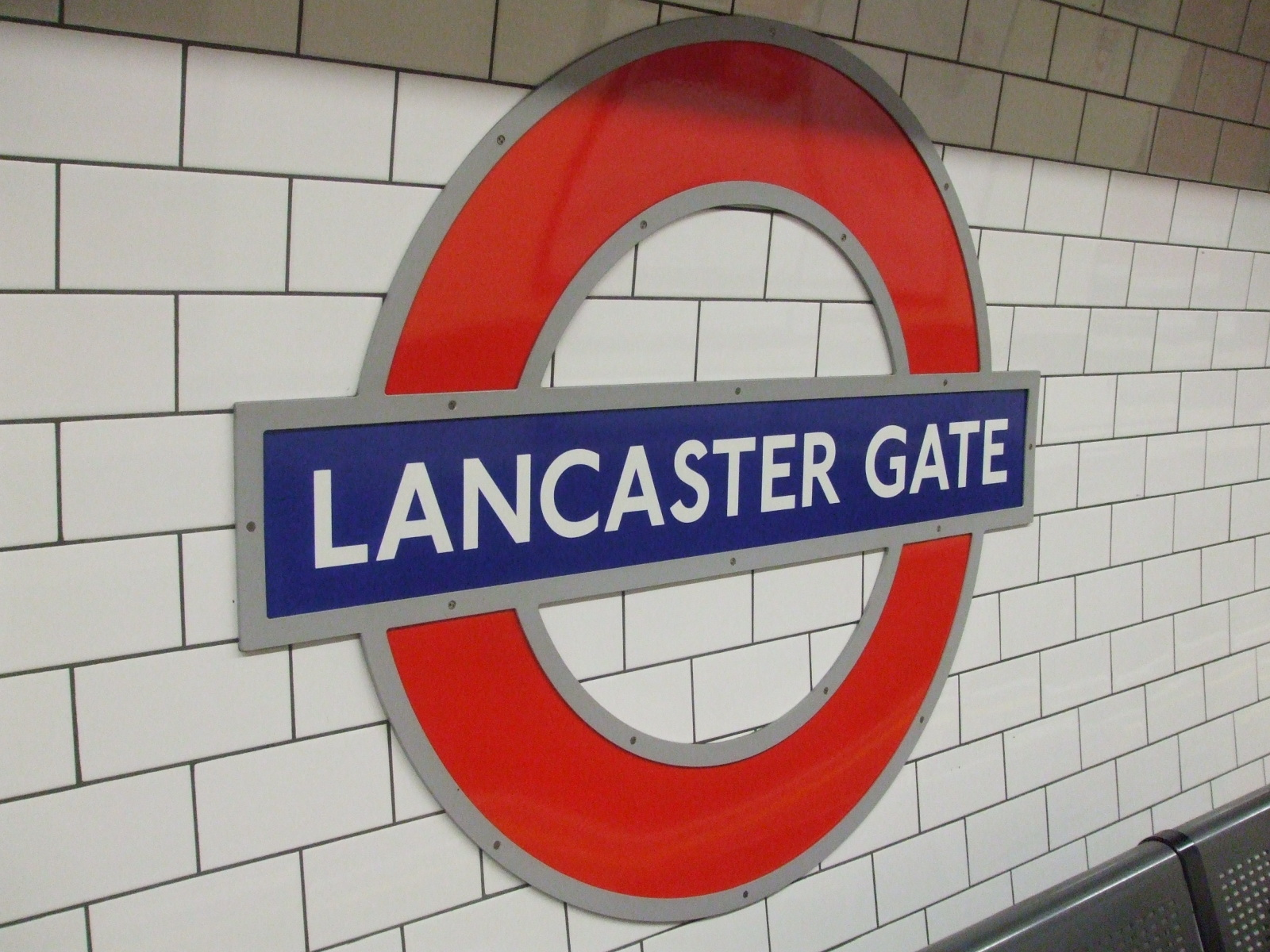
駅名標

## 隣の駅
ロンドン交通局
ロンドン地下鉄
■セントラル線
クイーンズウェイ駅 - ランカスター・ゲート駅 - マーブル・アーチ駅